# Guibodo
Guibodo, citato anche come Wibodo, Viboldo e Vidiboldo (820 – Parma, 29 aprile 895), è stato un vescovo italiano.

## Biografia
Una tradizione lo vuole nipote di Carlo Magno, o di Carlomanno di Baviera, figlio di Ludovico II il Germanico, di cui invece era probabilmente solo consanguineo. 

### Nomina a vescovo e le missioni diplomatiche
Secondo Ireneo Affò divenne vescovo di Parma nell'857 e mantenne questo incarico fino alla morte. Nel 860 è ricordato al seguito di Ludovico II il Germanico prima in Romagna e poi a Spoleto, infine nel marzo dello stesso anno presiedette al processo contro il conte Ildeberto per conto dell'imperatore.
Fu coinvolto spesso come messo papale in missioni diplomatiche presso re germanici allo scopo di dirimere le dispute per il possesso della corona imperiale: fu presso Carlo il Calvo una prima volta nell'870, poi una seconda come messo dell'imperatrice Engelberga d'Alsazia nel 872.
Alla morte senza eredi dell'imperatore Ludovico II il giovane e alla conseguente incoronazione di Carlo il Calvo, Engelberga, schieratasi dalla parte di Ludovico II il Germanico (fratello di Carlo e zio del defunto imperatore), cadde in disgrazia e con esso Guibodo, entrambi infatti si rifiutarono di giurare obbedienza al congresso di Pavia.
Guibodo si recò quindi a Roma e chiese l'intercessione di papa Giovanni VIII che raccomandò Guibodo a Carlo il Calvo senza tuttavia riuscire a ottenere la riconciliazione. Nonostante ciò il vescovo di Parma godette della stima papale che lo destinò ad altre missioni diplomatiche, in particolare il 27 marzo 877 gli ordinò di consegnare due lettere, una a Carlomanno figlio di Ludovico il Germanico e una per l'imperatrice Engelberga, ritiratasi in un monastero presso Brescia, alla quale raccomandava di giurare devozione a Carlo il Calvo.

### L'inizio del potere temporale dei vescovi di Parma
Alla morte dell'imperatore avvenuta nel 877 Carlomanno divenne re d'Italia e Guibodo si recò presso di lui per congratularsi. Il re, volle ripagare le sofferenze patite da Guibodo per aver parteggiato per il padre Ludovico II il Germanico nella lotta per il trono imperiale contro il defunto imperatore Carlo il Calvo, donandogli il possesso della corte regia di Parma. Il diploma dell'877 è andato perduto, ma è giunta sino ai nostri giorni il diploma dell'11 maggio 879 che confermava la cessione. Questo diploma sancisce l'inizio della commistione fra il potere spirituale e quello temporale dei vescovi di Parma. In forza della nuova situazione Guibodo il 29 dicembre 877 chiamò a congresso nel palazzo di Parma, il vescovo di Modena, il vescovo di Piacenza, diciotto sacerdoti, quattro diaconi e sei conti spiegando loro la sua intenzione di istituire il Capitolo della Cattedrale di Parma, con sede nel chiostro che fece appositamente costruire accanto alla chiesa di Santa Maria: esso era costituito da un collegio di canonici e fu dotato nell'atto fondativo di numerosi beni fra i quali una parte destinata alla chiesa di Santa Maria, una parte per l'acquisto di incensi, ceri, lumi e una per il mantenimento dei canonici stessi, ma arricchito dalle entrate garantite dalle decime, da numerosi fondi, da varie cappelle, dall'ostello per viandanti e pellegrini, da metà dei diritti sul sale e dalle terre di Salsomaggiore.
Godendo della stima di Carlomanno e del suo successore Carlo il Grosso, ricevette da entrambi in dono non solo diversi possedimenti regi all'interno della città di Parma e l'abbazia di Berceto, ma anche altri beni in diverse zone d'Italia. Queste grandi ricchezze, usate da Guibodo in opere di carità, ne aumentarono enormemente il prestigio tra i suoi contemporanei. Fra le altre acquisizioni del periodo si ricordano i castelli di: Rizzolo, Pupiano, Vezano, Fontanafredda, Martinasca, Rebulara, Ronco e Vicocerrone nel piacentino, e altre due corti (Morfascio e Vignoia), il monastero di San Prospero in Panigale (Bologna).
Nell'879 fu inviato dal papa come messo a Carlomanno per informarlo della situazione precaria in cui versava l'Italia minacciata dai Saraceni, Carlo il Grosso a sua volta lo inviò a Roma per rendere omaggio al pontefice e lo fece passare da Spoleto per sollecitare il conte Guido contro gli infedeli. 
Quando Arnolfo di Carinzia prese il possesso del regno di Germania, il duca del Friuli Berengario con il supporto di feudatari italiani si fece acclamare a Pavia re d'Italia. Papa Stefano V e Guibodo tuttavia rimasero fedeli al duca di Spoleto Guido armando milizie in suo favore e dopo due anni di guerra Berengario si vide costretto alla ritirata.
Recatosi a Piacenza presso il duca Guido, Guibodo fu ricompensato per la sua fedeltà con ulteriori beni: la chiesa di San Nicomede, un'isola sul Po, le terre di Vicopezzato (Copezzato) e a capo di Taro (Coltaro); Guido nominò inoltre Guibodo suo cappellano e volle che lo seguisse a Roma per essere incoronato re d'Italia dal papa.
Nel testamento dell'892 Guibodo volle che tutti i beni a lui donati, dopo la morte della consanguinea Vulgunda passassero al Capitolo della Cattedrale di Parma. 
Quando nell'894 Arnolfo di Carinzia, re di Germania scese in Italia in soccorso di Berengario, Guido si ritirò in Lombardia, Guibodo allora ne approfittò per farsi ratificare il possesso delle sue proprietà in Italia, indicando con precisione quelle del parmense comprese fra Caput Parioli (località da collocarsi a nord di Fontanellato), la Selva di Soragna, il lacum Sancti Secundi (San Secondo Parmense), sino a Sacca di Colorno (praticamente una buona parte della bassa parmense), in più nel comasco veniva confermato il possesso del monastero di Santa Maria e ai confini con la Toscana la corte di Corniolo.
Nel frattempo Guido, cercando di scacciare Arnolfo da Parma lo inseguì con le sue milizie ma morì improvvisamente mentre stava guadando il fiume Taro. Guibodo volle quindi seppellirlo nella cattedrale di Parma.
Ormai 75enne, Guibodo morì il 29 aprile 895. Fu sepolto con grandi onori nel duomo di Parma nella cappella di San Michele Arcangelo; quando la cattedrale fu ricostruita la sua cassa fu posta sopra la porta della sagrestia e quando i canonici nel 1567 restaurarono la sua tomba, vi collocarono al di sopra la seguente iscrizione: Vidiboldo Caroli Magni nepoti Ecclesiae Parmen Episcopo et comiti viro religiosissimo canonici Parmen. beneficii non immemores dignitatis eor authori P. mdlxvii